# Kim Tiddy
Kimberley Jane "Kim" Tiddy (Surrey, 3 de septiembre de 1977) es una actriz inglesa conocida por haber interpretado a Honey Harman en la serie The Bill y a Heidi Costello en la serie Hollyoaks.

## Biografía
Es hija de John W. Tiddy y de Roza Raymond-Tiddy, tiene tres hermanos John Raymond, Lucy Alexandra-Rose y Daniel Peter Tiddy.
Se entrenó en el Arden School of Theatre en Manchester.

## Carrera
El 20 de marzo de 2003 se unió al elenco principal de la serie The Bill donde interpretó a la oficial de la policía Honey Harman hasta el 1 de febrero de 2007 después de que su personaje fuera asesinado de un disparo por la vendedora de drogas Kristen Shaw.
El 20 de julio de 2010 se unió al elenco principal de la serie de televisión británica Hollyoaks donde interpretó a Heidi Blissett-Costello hasta el 1 de noviembre de 2011 después de que su personaje fuera asesinado accidentalmente por su padre Silas Blissett después de que él accidentalmente la confundiera con el disfraz de Lynsey Nolan su verdadero objetivo.
En el 2012 se unió al elenco del concurso Celebrity Winter Wipeout en donde quedó en cuarto lugar. El 2 de julio del mismo año apareció como invitada en la popular serie británica Hollyoaks donde interpretó a Vivienne Martínez la gerente del "Old Lions" el equipo rival de fútbol del "The Queen Victoria".

## Filmografía
- Series de Televisión.:

| Año         | Título                            | Personaje         | Notas                     |
| ----------- | --------------------------------- | ----------------- | ------------------------- |
| 2012        | Crime Stories                     | Chrissie Booth    | episodio # 1.16           |
| 2012        | EastEnders                        | Vivienne Martínez | episodio del 4 de julio   |
| 2010 - 2011 | Hollyoaks                         | Heidi Costello    | 103 episodios             |
| 2003 - 2007 | The Bill                          | Honey Harman      | 191 episodios             |
| 2003        | M.I.T.: Murder Investigation Team | Honey Harman      | episodio "Moving Targets" |

- Apariciones.:

| Año  | Programa                 | Notas                                        |
| ---- | ------------------------ | -------------------------------------------- |
| 2012 | Celebrity Winter Wipeout | concursante - episodio "Celebrity Special 2" |

## Premios y nominaciones
| Año  | Categoría | Premio             | Serie     | Resultado |
| ---- | --------- | ------------------ | --------- | --------- |
| 2012 | Best Exit | British Soap Award | Hollyoaks | Nominada  |